# پاتریک نولز
پاتریک نولز (انگلیسی: Patric Knowles؛ ۱۱ نوامبر ۱۹۱۱ – ۲۳ دسامبر ۱۹۹۵) یک هنرپیشه اهل بریتانیا بود. وی بین سال‌های ۱۹۳۲ تا ۱۹۷۳ میلادی فعالیت می‌کرد.

## گزیدهٔ فیلم‌شناسی
- چیزام (۱۹۷۰)
- عمه میم (۱۹۵۸)
- سرقت بزرگ (۱۹۴۹)
- دره من چه سرسبز بود (۱۹۴۱)
- مرد گرگ‌نما (۱۹۴۱)
- ماجراهای رابین هود (۱۹۳۸)
- یه مرد لاغر دیگه (۱۹۳۹)